# Chorebus lissonotum
Chorebus lissonotum är en stekelart som beskrevs av Vladimir Ivanovich Tobias 1998. Chorebus lissonotum ingår i släktet Chorebus och familjen bracksteklar. Inga underarter finns listade i Catalogue of Life.